# (37233) 2000 WV154
2000 WV154 (asteroide 37233) é um asteroide da cintura principal. Possui uma excentricidade de 0.15321930 e uma inclinação de 9.58144º.
Este asteroide foi descoberto no dia 30 de novembro de 2000 por LINEAR em Socorro.